# Intertoto-Cup 1977
Der 11. Intertoto-Cup wurde im Jahr 1977 ausgespielt. Das Turnier wurde mit 40 Mannschaften ausgerichtet.

## Gruppenphase

### Gruppe 1
| Pl. | Verein             | Sp. | S | U | N | Tore    | Diff. | Punkte |
| --- | ------------------ | --- | - | - | - | ------- | ----- | ------ |
| 1.  | Halmstads BK       | 6   | 2 | 3 | 1 | 012:800 | +4    | 07:50  |
| 2.  | Vojvodina Novi Sad | 6   | 3 | 1 | 2 | 014:120 | +2    | 07:50  |
| 3.  | FC Amsterdam       | 6   | 1 | 3 | 2 | 009:900 | ±0    | 05:70  |
| 4.  | Maccabi Jaffa      | 6   | 2 | 1 | 3 | 009:150 | −6    | 05:70  |

|                    | Schweden | Jugoslawien Sozialistische Föderative Republik | Niederlande | Israel |
| ------------------ | -------- | ---------------------------------------------- | ----------- | ------ |
| Halmstads BK       |          | 3:1                                            | 1:1         | 4:1    |
| Vojvodina Novi Sad | 3:2      |                                                | 2:2         | 3:0(1) |
| FC Amsterdam       | 1:1      | 1:2                                            |             | 3:1    |
| Maccabi Jaffa      | 1:1      | 4:3                                            | 2:1         |        |

1 Maccabi Jaffa trat nicht an, das Spiel wurde mit 3:0 für Vojvodina Novi Sad gewertet.

### Gruppe 2
| Pl. | Verein             | Sp. | S | U | N | Tore    | Diff. | Punkte |
| --- | ------------------ | --- | - | - | - | ------- | ----- | ------ |
| 1.  | MSV Duisburg       | 6   | 3 | 2 | 1 | 013:700 | +6    | 08:40  |
| 2.  | Standard Lüttich   | 6   | 3 | 1 | 2 | 008:900 | −1    | 07:50  |
| 3.  | FC Twente Enschede | 6   | 3 | 0 | 3 | 013:130 | ±0    | 06:60  |
| 4.  | Maccabi Tel Aviv   | 6   | 1 | 1 | 4 | 010:150 | −5    | 03:90  |

|                    | Deutschland Bundesrepublik | Belgien | Niederlande | Israel |
| ------------------ | -------------------------- | ------- | ----------- | ------ |
| MSV Duisburg       |                            | 4:0     | 2:3         | 2:2    |
| Standard Lüttich   | 0:0                        |         | 2:1         | 2:1    |
| FC Twente Enschede | 0:2                        | 3:2     |             | 3:4    |
| Maccabi Tel Aviv   | 2:3                        | 0:2     | 1:3         |        |

### Gruppe 3
| Pl. | Verein                   | Sp. | S | U | N | Tore    | Diff. | Punkte |
| --- | ------------------------ | --- | - | - | - | ------- | ----- | ------ |
| 1.  | Internacionál Bratislava | 6   | 4 | 1 | 1 | 018:110 | +7    | 09:30  |
| 2.  | Eintracht Frankfurt      | 6   | 2 | 3 | 1 | 013:800 | +5    | 07:50  |
| 3.  | SSW Innsbruck            | 6   | 2 | 2 | 2 | 010:100 | ±0    | 06:60  |
| 4.  | FC Zürich                | 6   | 1 | 0 | 5 | 004:160 | −12   | 02:10  |

|                          | Tschechoslowakei | Deutschland Bundesrepublik | Osterreich | Schweiz |
| ------------------------ | ---------------- | -------------------------- | ---------- | ------- |
| Internacionál Bratislava |                  | 2:5                        | 4:2        | 5:0     |
| Eintracht Frankfurt      | 2:2              |                            | 1:1        | 4:1     |
| SSW Innsbruck            | 1:3              | 1:1                        |            | 3:0     |
| FC Zürich                | 1:2              | 1:0                        | 1:2        |         |

### Gruppe 4
| Pl. | Verein                  | Sp. | S | U | N | Tore    | Diff. | Punkte |
| --- | ----------------------- | --- | - | - | - | ------- | ----- | ------ |
| 1.  | Slawia Sofia            | 6   | 5 | 0 | 1 | 013:700 | +6    | 10:20  |
| 2.  | Malmö FF                | 6   | 3 | 2 | 1 | 012:400 | +8    | 08:40  |
| 3.  | Hamburger SV            | 6   | 2 | 1 | 3 | 011:150 | −4    | 05:70  |
| 4.  | Grasshopper Club Zürich | 6   | 0 | 1 | 5 | 005:150 | −10   | 01:11  |

|                         | Bulgarien 1971 | Schweden | Deutschland Bundesrepublik | Schweiz |
| ----------------------- | -------------- | -------- | -------------------------- | ------- |
| Slawia Sofia            |                | 1:0      | 3:0                        | 2:1     |
| Malmö FF                | 3:0            |          | 5:0                        | 1:0     |
| Hamburger SV            | 2:3            | 2:2      |                            | 4:1     |
| Grasshopper Club Zürich | 1:4            | 1:1      | 1:3                        |         |

### Gruppe 5
| Pl. | Verein          | Sp. | S | U | N | Tore    | Diff. | Punkte |
| --- | --------------- | --- | - | - | - | ------- | ----- | ------ |
| 1.  | Slavia Prag     | 6   | 4 | 2 | 0 | 023:800 | +15   | 10:20  |
| 2.  | Legia Warschau  | 6   | 3 | 3 | 0 | 011:600 | +5    | 09:30  |
| 3.  | BSC Young Boys  | 6   | 1 | 1 | 4 | 008:160 | −8    | 03:90  |
| 4.  | Landskrona BoIS | 6   | 1 | 0 | 5 | 007:190 | −12   | 02:10  |

|                 | Tschechoslowakei | Polen 1944 | Schweiz | Schweden |
| --------------- | ---------------- | ---------- | ------- | -------- |
| Slavia Prag     |                  | 1:1        | 5:0     | 6:1      |
| Legia Warschau  | 2:2              |            | 4:1     | 1:0      |
| BSC Young Boys  | 1:4              | 1:1        |         | 4:0      |
| Landskrona BoIS | 3:5              | 1:2        | 2:1     |          |

### Gruppe 6
| Pl. | Verein            | Sp. | S | U | N | Tore    | Diff. | Punkte |
| --- | ----------------- | --- | - | - | - | ------- | ----- | ------ |
| 1.  | BK Frem København | 6   | 4 | 1 | 1 | 016:400 | +12   | 09:30  |
| 2.  | Ruch Chorzów      | 6   | 4 | 0 | 2 | 014:800 | +6    | 08:40  |
| 3.  | NK Rijeka         | 6   | 2 | 2 | 2 | 010:800 | +2    | 06:60  |
| 4.  | Grazer AK         | 6   | 0 | 1 | 5 | 001:210 | −20   | 01:11  |

|                   | Danemark | Polen 1944 | Jugoslawien Sozialistische Föderative Republik | Osterreich |
| ----------------- | -------- | ---------- | ---------------------------------------------- | ---------- |
| BK Frem København |          | 3:0        | 2:0                                            | 6:0        |
| Ruch Chorzów      | 2:1      |            | 2:4                                            | 5:0        |
| NK Rijeka         | 2:2      | 0:1        |                                                | 1:1        |
| Grazer AK         | 0:2      | 0:4        | 0:3                                            |            |

### Gruppe 7
| Pl. | Verein             | Sp. | S | U | N | Tore    | Diff. | Punkte |
| --- | ------------------ | --- | - | - | - | ------- | ----- | ------ |
| 1.  | Jednota Trenčín    | 6   | 5 | 0 | 1 | 018:600 | +12   | 10:20  |
| 2.  | Zagłębie Sosnowiec | 6   | 5 | 0 | 1 | 013:400 | +9    | 10:20  |
| 3.  | Lillestrøm SK      | 6   | 1 | 0 | 5 | 005:150 | −10   | 02:10  |
| 4.  | LASK Linz          | 6   | 1 | 0 | 5 | 004:150 | −11   | 02:10  |

|                    | Tschechoslowakei | Polen 1944 | Norwegen | Osterreich |
| ------------------ | ---------------- | ---------- | -------- | ---------- |
| Jednota Trenčín    |                  | 3:0        | 5:1      | 4:0        |
| Zagłębie Sosnowiec | 2:0              |            | 3:0      | 3:0        |
| Lillestrøm SK      | 2:3              | 0:2        |          | 1:0        |
| LASK Linz          | 1:3              | 1:3        | 2:1      |            |

### Gruppe 8
| Pl. | Verein            | Sp. | S | U | N | Tore    | Diff. | Punkte |
| --- | ----------------- | --- | - | - | - | ------- | ----- | ------ |
| 1.  | Slovan Bratislava | 6   | 4 | 1 | 1 | 016:800 | +8    | 09:30  |
| 2.  | Hertha BSC        | 6   | 3 | 2 | 1 | 006:200 | +4    | 08:40  |
| 3.  | Boldklubben 1903  | 6   | 0 | 4 | 2 | 004:700 | −3    | 04:80  |
| 4.  | FC Admira/Wacker  | 6   | 0 | 3 | 3 | 004:130 | −9    | 03:90  |

|                   | Tschechoslowakei | Deutschland Bundesrepublik | Danemark | Osterreich |
| ----------------- | ---------------- | -------------------------- | -------- | ---------- |
| Slovan Bratislava |                  | 2:1                        | 3:1      | 5:1        |
| Hertha BSC        | 3:0              |                            | 0:0      | 1:0        |
| Boldklubben 1903  | 1:1              | 0:1                        |          | 1:0        |
| FC Admira/Wacker  | 1:5              | 0:0                        | 1:1      |            |

### Gruppe 9
| Pl. | Verein              | Sp. | S | U | N | Tore    | Diff. | Punkte |
| --- | ------------------- | --- | - | - | - | ------- | ----- | ------ |
| 1.  | Östers IF           | 6   | 4 | 2 | 0 | 013:700 | +6    | 10:20  |
| 2.  | TJ Zbrojovka Brünn  | 6   | 4 | 0 | 2 | 014:900 | +5    | 08:40  |
| 3.  | SV Austria Salzburg | 6   | 0 | 3 | 3 | 005:900 | −4    | 03:90  |
| 4.  | Aalborg BK          | 6   | 0 | 3 | 3 | 006:130 | −7    | 03:90  |

|                     | Schweden | Tschechoslowakei | Osterreich | Danemark |
| ------------------- | -------- | ---------------- | ---------- | -------- |
| Östers IF           |          | 4:2              | 1:0        | 2:2      |
| TJ Zbrojovka Brünn  | 1:2      |                  | 3:1        | 2:1      |
| SV Austria Salzburg | 1:1      | 1:2              |            | 1:1      |
| Aalborg BK          | 1:3      | 0:4              | 1:1        |          |

### Gruppe 10
| Pl. | Verein               | Sp. | S | U | N | Tore    | Diff. | Punkte |
| --- | -------------------- | --- | - | - | - | ------- | ----- | ------ |
| 1.  | Pogoń Stettin        | 6   | 3 | 3 | 0 | 011:400 | +7    | 09:30  |
| 2.  | Kjøbenhavns Boldklub | 6   | 1 | 4 | 1 | 008:100 | −2    | 06:60  |
| 3.  | SK Sturm Graz        | 6   | 2 | 1 | 3 | 010:600 | +4    | 05:70  |
| 4.  | CS Chênois           | 6   | 1 | 2 | 3 | 003:120 | −9    | 04:80  |

|                      | Polen 1944 | Danemark | Osterreich | Schweiz |
| -------------------- | ---------- | -------- | ---------- | ------- |
| Pogoń Stettin        |            | 2:2      | 1:0        | 6:1     |
| Kjøbenhavns Boldklub | 1:1        |          | 2:1        | 0:0     |
| SK Sturm Graz        | 0:0        | 5:2      |            | 4:0     |
| CS Chênois           | 0:1        | 1:1      | 1:0        |         |

## Intertoto-Cup Sieger 1977
- Halmstads BK
- MSV Duisburg
- Internacionál Bratislava
- Slawia Sofia
- Slavia Prag
- BK Frem København
- Jednota Trenčín
- Slovan Bratislava
- Östers IF
- Pogoń Stettin